# Bankir och mäklare
Bankir och mäklare är ett kortspel som spelas med insatser och som helt saknar skicklighetsmoment.
Deltagarna turas om att inneha rollen som bankir. Efter att man kommit överens om vilket tak som ska gälla för insatserna, delar bankiren ut en bunt kort, med baksidan uppåt, åt varje spelare och en bunt till sig själv. Spelarna satsar på sina egna kort genom att lägga marker bredvid bunten.
Bankiren vänder sedan upp alla buntarna så att bottenkortet visas. De spelare som har ett bottenkort med lägre valör än vad bankiren har, förlorar sina insatser till bankiren. Spelare som har ett bottenkort med högre valör får av bankiren ett belopp motsvarande storleken på den gjorda insatsen. Skulle bankiren och en spelare ha lika höga kort vinner bankiren; alternativt kan man spela med regeln att spelarens insats går tillbaka.
Bankir och mäklare är ett exempel på ett ursprungligen renodlat hasardspel som har övergått till att bli ett spel för barn och familj.